# 1959年東京都知事選挙
1959年東京都知事選挙（1959ねんとうきょうとちじせんきょ）は、1959年（昭和34年）4月23日に行われた東京都知事（第4期）を選出するための選挙である。

## 概要
立候補の届け出は4月8日に締め切られ、計9名が立候補をした。なお同日午後に浦野正孝が届け出を出し選管にも書類を受理されていたが、2時間後に立候補を辞退している。

## 選挙データ

### 告示日
- 1959年（昭和34年）3月29日

### 投票日
- 1959年（昭和34年）4月23日